# We Are Your Friends
We Are Your Friends (prt: Nós Somos Teus Amigos; bra: Música, Amigos e Festa; ago: Nós Somos Teus Amigos) é um filme de drama musical estado-unidense realizado por Max Joseph e escrito por este e Meaghan Oppenheimer. Foi protagonizado por Zac Efron, Emily Ratajkowski, e Wes Bentley. Nos Estados Unidos e em Angola, o filme foi lançado a 28 de agosto de 2015. Em Portugal foi exibido a 27 de agosto de 2015, e no Brasil a 15 de outubro de 2015.

## Enredo
Cole Carter (Zac Efron), um jovem DJ de vinte e três anos, sonha em ser um grande produtor musical. Quando o DJ veterano, James (Wes Bentley), passa a ser seu mentor, Cole conecta-se com a namorada de James, Sophie (Emily Ratajkowski). A relação de Cole com Sophie floresce, mas quebra o vínculo com o seu mentor, que força Cole a tomar decisões difíceis sobre seu futuro.

## Elenco
- Zac Efron como Cole Carter
- Emily Ratajkowski como Sophie
- Shiloh Fernandez como Ollie
- Alex Shaffer como Squirrel
- Jonny Weston como Dustin Mason
- Wes Bentley como James Reed
- Joey Rudman como Joey
- Jon Bernthal como Paige Morrell
- Vanessa Lengies como Mel
- Jon Abrahams como Promotor de eventos
- Alicia Coppola como Tanya Romero
- Korrina Rico como Crystal
- Nicky Romero como ele próprio
- Dillon Francis como ele próprio
- Alesso como ele próprio
- Them Jeans como ele próprio

## Produção
No dia 6 de junho de 2014, Efron estava em negociações para fazer o papel de DJ num filme realizado por Max Joseph, onde seria a primeira realização deste. A 31 de julho de 2014, Ratajkowski foi escalado ao filme, que até então tinha o título de We Are Your Friends e a filmagem foi anunciada para 18 de agosto. O nome do filme surgiu da canção homónima dos grupos Justice vs. Simian. Jon Abrahams foi escalado a 5 de agosto, Alicia Coppola a 14 de agosto, e Wes Bentley a 18 de agosto. Jonny Weston, Shiloh Fernandez e Alex Shaffer também foram escalados. No final de setembro, o elenco completo foi revelado.

### Filmagem
As filmagens aconteceram no Vale de São Fernando a 18 de agosto de 2014. Joseph escreveu o argumento com Meaghan Oppenheimer, baseado na história de Richard Silverman. A Working Title Films, Tim Bevan e Eric Fellner produziram o filme, que foi financiado pela StudioCanal. Silverman foi o produtor executivo. A StudioCanal foi a distribuidora mundial. A digressão promocional do filme foi feita em Londres, Paris, Toronto, Miami, Nova Iorque, Chicago, Los Angeles e São Francisco.

## Recepção
O filme teve críticas variadas. O crítico João Carlos Correia, do site Observatório do Cinema, disse que "Este é um filme que foi feito exclusivamente para o estrelato de Zac Efron, a ponto de elenco e equipe técnica não serem do primeiro time para não eclipsar o astro maior. Mas o resultado final não passa de mediano. (...) Música, Amigos e Festa é aquele tipo de filme para se assistir na Sessão da Tarde em um dia nublado e chuvoso, quando não se tem absolutamente nada para fazer. É para ver e esquecer". Já o crítico Bruno Carmelo, do site AdoroCinema disse que o filme "(...)  funciona como uma distração eficiente. Para compensar suas reflexões humanistas triviais e o discurso ingênuo sobre a arte (...), a imagem soterra o espectador com batidas eletrônicas e cenas que funcionam como o equivalente imagético de uma rave. Para este projeto, isso pode ser exatamente o que o espectador está esperando".
No seu lançamento nos Estados Unidos, em 28 de agosto de 2015, o filme fracassou nas bilheterias.